# الحب والوحوش
الحب والوحوش هي الحلقة العاشرة من الموسم الثاني من سلسلة الخيال العلمي البريطانية دكتور هو التي بُثت للمرة الأولى على بي بي سي يوم 17 يونيو 2006. كتبها المنتج التنفيذي والكاتب الرئيسي راسل ت. ديفيز وأخرجها دان زيف.
تدور أحداث الحلقة في لندن. في الحلقة، ينضم إنسان يُدعى إلتون بوب -مارك وارين- إلى مجموعة من الناس الذين لديهم اهتمام مشترك بفضائي يسافر عبر الزمن هو الطبيب العاشر -ديفيد تينانت- وسفينته تارديس. انضم إلى المجموعة واستولى عليها فيكتور كينيدي -بيتر كاي- وهو فضائي لديه اهتمام أكثر قتامة بالطبيب ويسعى إلى استيعاب جسده المادي ومعرفته.
نظرًا إلى إضافة عرض خاص بعيد الميلاد في جدول الإنتاج، كان لا بد من «مضاعفة رصيد الحلقة» مع قصة أخرى -في هذه الحالة «الكوكب المستحيل» وحفرة الشيطان- حتى اكتمال زمن الإنتاج. مع «الحب والوحوش»، كان ديفيز قادرًا على سرد قصة من وجهة نظر شخصية مختلفة للسماح فقط بظهور صغير للممثلين الرئيسيين ديفيد تينانت وبيلي بايبر في دور الطبيب وروز تايلر. استمرت البنية «دكتور-لايت» و«رفيق- لايت» منذ ذلك الحين في البرنامج. تم تصميم شكل كينيدي الفضائي، المعروف باسم Abzorbaloff، من قبل الفائز في مسابقة للأطفال لتصميم وحش Doctor Who. شاهد الفيلم مليون مشاهد في المملكة المتحدة وقوبل بآراء منقسمة من قبل النقاد والمعجبين. أشاد البعض بتعقيد النص، في حين شعر آخرون أنه كان محاكاة ساخرة أو ضل طريقه إلى الفكاهة المسيئة. وأثار كاي وأبزوربالوف آراء مختلفة.

## الحبكة
إلتون بوب يرى صورة للطبيب العاشر التُقطت خلال غزو فضائي حديث على مدونة أورسولا بليك. يتذكر إلتون رؤية الرجل ذاته في منزله عندما كان طفلًا. يشكل إلتون وأورسولا، مع ثلاثة آخرين، مجموعة قابلت الطبيب المعروف باسم ليندا -وكالة تحقيقات لندن «ن». تلتقي ليندا في قبو مكتبة لمناقشة تجاربهم، لكن سرعان ما أصبحت اجتماعاتهم اجتماعية بطبيعتها.
في أحد الأيام، قاطع رجل اسمه فيكتور كينيدي -الذي يقول إنه لا يمكن لمسه بسبب حالة جلدية- الاجتماع وأشار إلى أن ليندا فقدت التركيز. يعيد تنشيط جهود المجموعة لتحديد مكان الطبيب ورفيقته روز بتعليمهم تقنيات التجسس. كُلف إلتون بمهمة الاقتراب من والدة روز جاكي. تمكن من مقابلة جاكي في مغسلة وتدعوه إلى شقتها. حاولت إغواءه وفشلت، لكن عندما وجدت صورة روز في سترة إلتون وأدركت أنه يلاحق الطبيب، تطالبه بتركها وشأنها. في هذه الأثناء، تختفي بريدجيت وبليس من المجموعة بشكل غير متوقع. بعد اجتماع، نظم إلتون وأورسولا والسيد سكينر خروجًا عن العمل. يقنع فيكتور السيد سكينر بالبقاء في الخلف، لكن إلتون وأورسولا يغادران. أدركت أورسولا أنها نسيت هاتفها، وعادت مع إلتون لتكتشف أن فيكتور أجنبي، يصفه إلتون بـأبزوربالوف. يكشف أبزوربالوف أنه قد استوعب بقية ليندا ويرغب أيضًا في استيعاب الطبيب لاكتساب خبرته ومعرفته المتراكمة. يخدع أبزوربالوف أورسولا حتى يتم امتصاصه أيضًا، ويكشف أن لمسة واحدة تكفي لامتصاص الضحية، قبل مطاردة إلتون.
إلتون محاصر في زقاق مسدود. عندما يستسلم للامتصاص، تتجسد تارديس ويخرج الطبيب وروز من الداخل. يحاول أبزوربالوف استبدال إلتون مقابل الطبيب، لكن الطبيب يتظاهر بعدم الاهتمام بمصير إلتون، في حين يرسل تلميحًا إلى أعضاء ليندا المستغرقين. يستخدم الأعضاء الممتصون جماعيًا قوة إرادتهم للتغلب على أبزوربالوف، ما ينتهي بإسقاط عصاه. بناءً على مطالبة أورسولا، كسر إلتون العصا، ما يسبب ذوبان أبزوربالوف في الأرض. يتذكر الطبيب لقاءه الأول بإلتون، ويوضح أنه كان في منزل إلتون منذ سنوات متتبعًا ظلًا عنصريًا، لكنه كان متأخرًا للغاية وقتل الظل والدة إلتون. يستطيع الطبيب إعادة أورسولا على شكل حجر رصف.

## الاستمراريّة
تحتوي هذه الحلقة على ذكريات الماضي لأحداث «روز» و«أجنبي لندن» و«غزو عيد الميلاد»، أُعيد استخدام بعض اللقطات، وأُعيد تصوير معظمها لتكون من وجهة نظر إلتون.
ملاحظات روز على أبزوربالوف بأنه شبيه بسليثين في المظهر، يذكر أبزوربالوف أنه جاء من كلوم، الكوكب الشقيق لعالم سليثن المنزلي، ذكر فيكتور كينيدي أن ملفات توركود الخاصة بروز مفقودة لأنها تعرضت للتلف بسبب «فيروس الذئب السيئ»، مشيرًا إلى العبارات المتكررة للمسلسل الأول والثاني.

## الإنتاج
على عكس الغالبية العظمى من قصص دكتور هو، فإن «الحب والوحوش» لها مظاهر رمزية فقط من قبل طاقم تارديس.وهي ليست من وجهة نظرهم. كانت هذه ضرورة للإنتاج لأن عرض الكريسماس الخاص زاد عدد الحلقات للإنتاج من 13 إلى 14.
على هذا النحو، كان الإنتاج مزدوجًا مع «الكوكب المستحيل» و«حفرة الشيطان» حتى يتمكن تينات وبايبر من تصوير تلك الحلقات بينما عملت وحدة أخرى على «الحب والوحوش» استمر هيكل «دكتور-لايت» -وأحيانًا «كومبان- لايت»-تقليدًا، حيث أنتج حلقات مثل «بلينك» (2007)، و«انعطف يسارًا» (2008)، و«الفتاة التي انتظرت» (2011).
على هذا النحو، كان على المنتج التنفيذي والكاتب راسل تي ديفيز أن يبتكر قصة لها سبب وجيه لإبعاد الطبيب وروز. استوحى ديفيز من حلقة «زيبو» من مسلسل «بافي قاتلة مصاص الدماء»، و«وستار تريك: الجيل القادم»، حلقة «الطوابق السفلية»، وكلاهما ركز على الشخصيات غير النمطية. وصف ديفيز الحلقة، «إنه نص تجريبي. ليس تجريبيًا لدرجة أن الناس سيهربون وهم يصرخون من قناة بي بي سي ليلة السبت، لأنه يمكنك تجربة الكثير. لا يزال الناس يريدون القليل من الوحش وقليلًا من الإثارة وقليلًا من الطبيب، لذلك لا تزال هذه حلقة من دكتور هو. لكن كما تعتقد أنك تعرف كل ما يمكن أن يفعله هذا البرنامج، فإن هذا يضفي القليل من الاهتمام عليه». كان عنوان الحلقة العملي هو« أنا أحب الطبيب». كان الاختصار «ليندا» استُخدم سابقًا في برنامج الأطفال التلفزيوني البريطاني «لماذا ليس أنت؟»، والذي ظهر فيه «وكالة تحقيقات ليفربول (ن)». عمل راسل تي ديفيز في المسلسل عدة سنوات.